# Amelia Racea
Elena Amelia Racea (n. 29 august 1994, Târgu Jiu) este o sportivă română de talie mondială, care practică gimnastică artistică.

## Carieră sportivă

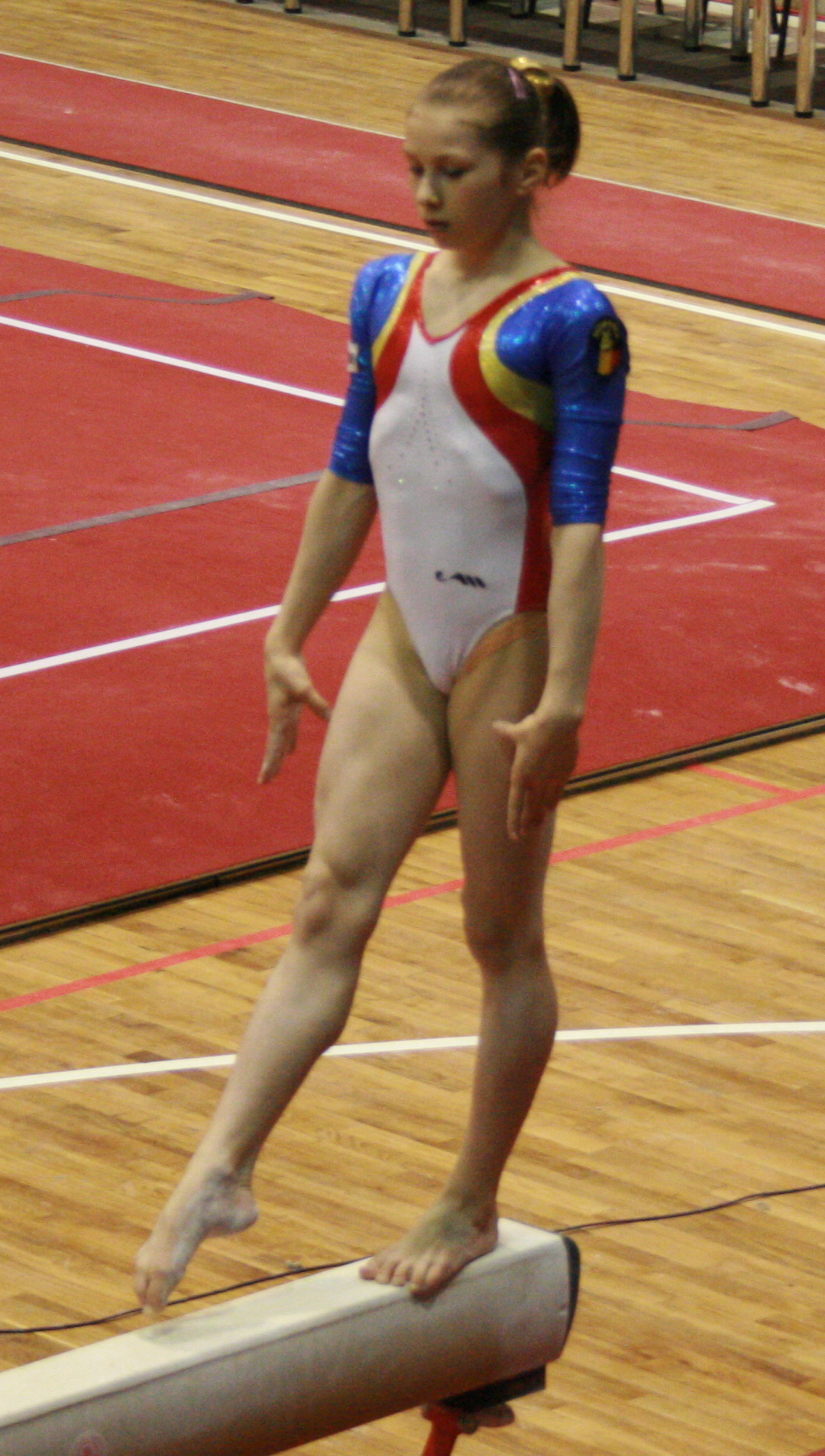
Amelia Racea la bârnă.

## Carieră ca senior

### 2008
Amelia Racea a obținut, în cadrul Campionatelor Europene de Gimnastică la Juniori, medalia de argint la bârnă și medalia de bronz la sol.

### 2010
În 2010, Amelia Racea a obținut în cadrul Campionatelor Europene de Gimnastica feminină de la Birmingham, medalia de aur la bârnă și medalia de bronz la concursul pe echipe.

### 2011
În 2011, a obținut în cadrul Campionatelor Europene de Gimnastică feminină de la Berlin, medalia de bronz la compus și la 
Campionatul Mondial de Gimnastică Artistică din Tokyo, a câștigat locul 4 pe echipe și locul 5 la bârnă.